# 狄拉克奖

## 狄拉克奖章和讲座（新南威尔士大学）

### 获奖者
- 1979 汉尼斯·阿尔文
- 1981 约翰·克莱夫·沃德（英语：John Clive Ward）
- 1983 尼古拉斯·布隆伯根
- 1985 戴维·派因斯（英语：David Pines）
- 1987 罗伯特·霍夫施塔特
- 1988 克劳斯·冯·克利青
- 1989 卡洛·鲁比亚 & 肯尼斯·威尔逊
- 1990 诺曼·拉姆齐
- 1991 赫伯特·豪普特曼
- 1992 沃尔夫冈·保罗
- 1996 埃德温·萨尔皮特
- 1998 戴维·多伊奇
- 2002 海因里希·霍拉（英语：Heinrich Hora）
- 2003 Eduard Wladimirowitsch Schurjak
- 2004 Iosif Khriplovich
- 2006 罗杰·彭罗斯
- 2008 哈拉尔德·弗里奇
- 2010 E. C. George Sudarshan
- 2011 Lord May of Oxford
- 2012 布赖恩·施密特
- 2013 Sir Michael Pepper
- 2014 塞尔日·阿罗什[1]
- 2015 Subir Sachdev[2]
- 2016 肯·弗里曼
- 2017 Boris Altshuler

## ICTP狄拉克奖章
狄拉克奖章（Dirac Medal）是国际理论物理中心（ICTP）在1985年为纪念英国物理学家狄拉克而设置的年度性奖项。它是理论和数学物理领域的最高荣誉，不授予前诺贝尔奖、菲尔兹奖和沃尔夫奖获得者。

### 获奖者列表
- 粗体者为诺贝尔奖或菲尔兹奖得主

| 年份   | 获奖者                                                            | 所在机构                                                                                               | 获奖原因                                                                   |
| 1985年 | 雅可夫·泽尔多维奇                                                 | 苏联莫斯科空间研究所                                                                                   | 相对论天体物理学                                                           |
| 1985年 | 爱德华·威滕                                                       | 美国普林斯顿大学                                                                                       | 量子场论                                                                   |
| 1986年 | 南部阳一郎                                                        | 美国芝加哥大学                                                                                         | 自发对称破缺                                                               |
| 1986年 | 泊里雅科夫                                                        | 苏联郎道理論物理研究所                                                                                 | 标度不变性，临界现象                                                       |
| 1987年 | 布鲁诺·朱米诺                                                     | 美国伯克利加州大学                                                                                     | 手征反常，超对称和超引力                                                   |
| 1987年 | 布莱斯·德维特                                                     | 美国德克萨斯大学奥斯汀分校                                                                             | 经典和量子引力，非阿贝尔规范理论                                           |
| 1988年 | 戴维·格娄斯                                                       | 美国普林斯顿大学                                                                                       | 渐进自由，杂交弦理论                                                       |
| 1988年 | 福拉德金                                                          | 苏联列别捷夫物理研究所                                                                                 | 量子场论和统计                                                             |
| 1989年 | 约翰·施瓦茨 麦克·格林                                             | 美国加州理工学院 · 英国伦敦玛丽王后大学                                                                | 弦理论中的反常消除                                                         |
| 1990年 | 路德维格·法捷耶夫                                                 | 俄羅斯斯捷克洛夫數學研究所                                                                             | 量子场论和数学物理                                                         |
| 1990年 | 西德尼·科尔曼                                                     | 美国哈佛大学                                                                                           | 量子场论和粒子物理                                                         |
| 1991年 | 傑弗里·戈德斯通                                                   | 美国麻省理工学院                                                                                       | 自发对称破缺                                                               |
| 1991年 | 斯坦利·曼德尔施塔姆                                               | 美国伯克利加州大学                                                                                     | 散射振幅解析性质，超弦量子化                                               |
| 1992年 | 尼古拉·博戈柳博夫                                                 | 俄羅斯联合核子研究中心                                                                                 | 统计物理和量子场论                                                         |
| 1992年 | 雅科夫·西奈                                                       | 俄羅斯郎道理论物理研究所                                                                               | 遍历理论，动力系统                                                         |
| 1993年 | 丹尼爾·Z·弗里德曼 彼得·范尼乌文赫伊曾 塞尔焦·费拉拉               | 美国麻省理工学院 · 美国纽约州立大学石溪分校 · 瑞士欧洲核子研究中心                                     | 超引力理论                                                                 |
| 1994年 | 弗朗克·韦尔切克                                                   | 美国普林斯顿高等研究院                                                                                 | 渐近自由，分数统计                                                         |
| 1995年 | 迈克尔·贝里                                                       | 英国布里斯托尔大学                                                                                     | 量子绝热过程中的非可积相位                                                 |
| 1996年 | 马丁纽斯·韦尔特曼                                                 | 美国密歇根大学                                                                                         | 规范理论可重整化性，辐射修正                                               |
| 1996年 | 图里奥·雷吉                                                         | 義大利都灵大学                                                                                         | 对偶共振模型，离散化时空                                                   |
| 1997年 | 戴维·奥利弗 彼得·戈达德                                           | 英国天鹅海大学 · 英国剑桥大学                                                                          | 流代数                                                                     |
| 1998年 | 罗曼·贾基夫 史蒂文·阿德勒                                         | 美国麻省理工学院 · 美国普林斯顿高等研究院                                                              | 三角反常                                                                   |
| 1999年 | 乔治·帕里西                                                       | 義大利罗马大学                                                                                         | 深度非弹性散射，随机微分方程，无序系统                                     |
| 2000年 | 海伦·奎恩 哈沃德·乔吉                                             | 美国斯坦福直线加速器中心 · 美国哈佛大学                                                                | 大统一理论                                                                 |
| 2000年 | 喬傑栩·帕提                                                       | 美国马里兰大学                                                                                         | 夸克-轻子统一模型                                                          |
| 2001年 | 约翰·霍普菲尔德                                                   | 美国普林斯顿大学                                                                                       | 生物物理                                                                   |
| 2002年 | 阿兰·古斯 安德烈·林德 保罗·斯泰恩哈特                             | 美国麻省理工学院 · 美国斯坦福大学 · 美国普林斯顿大学                                                   | 宇宙暴脹模型                                                               |
| 2003年 | 羅伯特·克瑞南 查哈洛夫                                            | 美国圣塔菲研究院 · 俄羅斯郎道理论物理研究所和 美国亚利桑那大学                                         | 湍流理论                                                                   |
| 2004年 | 詹姆斯·比约肯                                                     | 美国斯坦福直线加速器中心                                                                               | 深度非弹性散射                                                             |
| 2004年 | 克提斯·卡伦                                                       | 美国普林斯顿大学                                                                                       | 重整化群                                                                   |
| 2005年 | 撒慕爾·爱德华兹                                                   | 英国剑桥大学                                                                                           | 聚合物物理，自旋玻璃理论                                                   |
| 2005年 | 李雅达                                                            | 美国麻省理工学院                                                                                       | 无序和强相互作用多体系统                                                   |
| 2006年 | 彼得·佐勒                                                         | 奥地利因斯布鲁克大学和奥地利科学院                                                                     | 量子计算                                                                   |
| 2007年 | 约翰·李尔普罗斯 卢西恩·梅安尼                                     | 法國巴黎高等师范学院 · 義大利罗马大学                                                                  | 粲夸克物理                                                                 |
| 2008年 | 胡安·马尔达西那 约瑟夫·波尔钦斯基 卡姆朗·瓦法                     | 美国普林斯顿高等研究院 · 美国圣巴巴拉理论物理研究所 · 美国哈佛大学                                     | 超弦理论                                                                   |
| 2009年 | Roberto Car Michele Parrinello                                    | 美国普林斯顿大学化学系 · 瑞士苏黎世联邦理工学院                                                        | 凝聚态物理                                                                 |
| 2010年 | 尼古拉·卡比博 George Sudarshan                                    | 義大利罗马大学 · 美国德克萨斯大学                                                                      | 对弱相互作用理论贡献                                                       |
| 2011年 | Édouard Brézin 约翰·卡尔迪 Alexander Zamolodchikov                | 法國巴黎高等师范学院 · 英国牛津大学 · 美国罗格斯大学                                                   | 弦论                                                                       |
| 2012年 | 邓肯·霍尔丹 查尔斯·凯恩 张首晟                                    | 美国普林斯顿大学 · 美国宾夕法尼亚大学 · 美国斯坦福大学                                                 | 凝聚态物理                                                                 |
| 2013年 | 汤姆·基博尔 吉姆·皮布尔斯 马丁·里斯                               | 英国伦敦帝国学院 · 美国普林斯顿大学 · 英国剑桥大学                                                     | 基础物理学                                                                 |
| 2014年 | 阿索克·森 安德鲁·施特罗明格 加布里埃莱·韦内齐亚诺                 | 印度哈里什 - 钱德拉研究所 · 美国哈佛大学 · 法國瑞士和法兰西学院                                        | 弦理论                                                                     |
| 2015年 | 阿列克谢·基塔耶夫 格雷·穆爾 尼古拉斯·里德                         | 美国加州理工学院 · 美国罗格斯大学 · 美国耶鲁大学                                                       | 凝聚态, 量子计算                                                           |
| 2016年 | 内森·塞伯格 米哈伊爾·緒富曼 阿爾卡季·魏因施泰因                   | 美国普林斯顿高等研究院 · 美国明尼苏达大学 · 美国明尼苏达大学                                           | 超对称理论                                                                 |
| 2017年 | 查尔斯·本内特 大衛·多伊奇 彼得·秀爾                               | 美国IBM-沃森研究中心 · 英国牛津大学 · 美国麻省理工学院                                                 | 量子计算, 量子信息                                                         |
| 2018年 | 蘇必爾·沙曲德夫 譚青山 文小剛                                     | 美国哈佛大學 · 美国芝加哥大學 · 美国麻省理工学院                                                       | 強作用多體系統                                                             |
| 2019年 | 维亚切斯拉夫·穆哈诺夫 阿列克谢·斯塔罗宾斯基 拉希德·苏尼亚耶夫     | 德国慕尼黑大学 · 俄羅斯朗道理论物理研究所 · 德国马克斯·普朗克天体物理研究所                            | 宇宙微波背景（CMB）物理                                                    |
| 2020年 | 安德烈·內沃 皮埃尔·拉蒙 米格尔·比拉索罗                           | 法國蒙彼利埃大學 · 美国佛罗里达大學 · 阿根廷萨米恩托將军国立大學                                       | 对弦理论的创立和形式化表述作出先驱性贡獻，將新的玻色和費米对称性引入物理學 |
| 2021年 | 阿历珊德拉·布昂纳诺 蒂博·达穆尔 弗兰斯·比勒陀利烏斯 索尔·图科斯基 | 德国马克斯·普朗克引力物理研究所 · 法國高等科學研究所 · 美国普林斯顿大學 · 美国加州理工學院及康奈尔大學 | 引力波                                                                     |
| 2022年 | 乔尔·勒博维茨 埃利奧特·H·利布 达维德·吕埃勒                       | 美国新泽西州立及罗杰斯大學数學科學研究中心 · 美国普林斯顿大學 · 法國高等科學研究所                     | 对从数學上严格理解经典和量子物理系统的统計力學作出开创性贡獻               |
| 2023年 | 杰弗里·哈维 伊戈尔·克列巴诺夫 史蒂芬·申克尔 李奧纳特·苏士侃       | 美国芝加哥大學 · 美国普林斯顿大學 · 美国史丹福大學 · 美国史丹福大學                                    | 对微扰及非微扰弦理论及量子引力的开创性贡獻                                 |
| 2024年 | Horacio Casini Marina Huerta                                      | 阿根廷国家科學技术研究委員会及巴里洛切原子中心                                                         |                                                                            |
| 2024年 | 笠真生 高柳匡                                                     | 美国普林斯顿大學 · 日本京都大學                                                                        |                                                                            |

## IOP狄拉克奖章
IOP狄拉克奖章是每年由物理研究所IOP（英国和爱尔兰的物理学家主要专业机构）对于“理论（包括数学和计算）物理学有突出贡献”给予奖励。该奖项，其中包括银鎏金奖章和千英镑奖，于1985年经物理研究所决定，并于1987年首次授予。

### 获奖者
- 1987 史蒂芬·霍金
- 1988 約翰·貝爾
- 1989 羅傑·潘洛斯
- 1990 迈克尔·贝里
- 1991 魯道夫·佩爾斯
- 1992 安東尼·萊格特
- 1993 戴维·索利斯
- 1994 Volker Heine
- 1995 Daniel Walls
- 1996 约翰·彭德里
- 1997 彼得·希格斯
- 1998 David Deutsch
- 1999 Ian Percival
- 2000 约翰·卡尔迪
- 2001 Brian Ridley
- 2002 John Hannay
- 2003 Christopher Hull
- 2004 麦克·格林
- 2005 John Ellis
- 2006 Mike Gillan
- 2007 David Sherrington
- 2008 Bryan Webber
- 2009 Michael Cates
- 2010 James Binney
- 2011 Christopher Isham
- 2012 Graham Garland Ross
- 2013 Stephen M. Barnett
- 2014 蒂姆·帕尔默
- 2015 约翰·巴罗
- 2016 Sandu Popescu
- 2017 Michael Duff